# 大本登巴赫
大本登巴赫是德国莱茵兰-普法尔茨州的一个市镇。总面积6.90平方公里，总人口373人，其中男性198人，女性175人（2011年12月31日），人口密度54人/平方公里。